# أويلي تسيكوي
أويلي تسيكوي (بالإنجليزية: Aouille Tseuque) هو أحد جبال سلسلة جبال الألب بينيني ويقع في كانتون فاليز في سويسرا. يحتل المرتبة رقم 61 في قائمة جبال سويسرا من حيث الارتفاع، إذ يبلغ ارتفاعه حوالي 3554 متر، بينما يبلغ ارتفاع نتوء الجبل 345 متر.